# Баша Федір
Баша Федір (бл. 1810, Тамарівка — ?) – кобзар і лірник з села Тамарівки.

## З життєпису
Кобзар і лірник з села Тамарівки, поблизу міста Пирятина (тепер Полтавська область). Дорослим осліп. Згодом (близько 1840—1850) два роки навчався у селі Смотринках на Полтавщині у кобзаря Лантуха. В. Горленко стверджував, що цей старий лірник кращий за будь-яких кобзарів. 
У репертуарі Ф. Баші було п'ять дум. Башу поважали у своєму селі і часто звали грати на весіллях. До нього ставилися не як до старця, а до рівного. Це можливо у зв'язку з тим, що Баша осліп у дорослому віці, мав сім'ю і виконував сільську роботу на рівні зі зрячими. Грав також на лірі.

### Репертуар
- Про козака і козачку (Від Лантуха)
- Буря на Чорному морі
- Втеча трьох братів з Азова
- Івась Удовиченко-Коновченко
- Про сестру та брата